# 散歩もの
『散歩もの』（さんぽもの）は、久住昌之の原作を谷口ジローが作画した日本の漫画作品である。

## 概説
文具メーカーのサラリーマンが、都心の街を散歩する様を描く。

## 初出
カタログハウスの『通販生活』で2003年夏号から2005年夏号まで連載された。

## 単行本
フランス語、ドイツ語及び朝鮮語に翻訳された。
日本語
- 『散歩もの』フリースタイル、2006年3月。ISBN 4-939138-27-5。[3]
- 『散歩もの』扶桑社〈扶桑社文庫〉、2009年10月。ISBN 978-4-594-06080-0。[4]

フランス語
- Le Promeneur. Editions Casterman. (2008-09-24). ISBN 978-2-203-01286-8[5]

ドイツ語
- Der geheime Garten vom Nakano Broadway. Carlsen Verlag. (2012-12-04). ISBN 978-3-55172324-6

朝鮮語
- 『우연한 산보』대원씨아이〈미우〉、2012年12月26日。ISBN 978-89-6725728-6。

## 関連書誌
- 「特集「谷口ジロー」描かれた風景を「歩く」愉しみ」『東京人』第36巻第13号、都市出版、東京、2021年11月3日、ISSN 0912-0173、全国書誌番号:00057035。[6]

## 脚註